# Gröna blixten

Animation som visar solens nedgång.

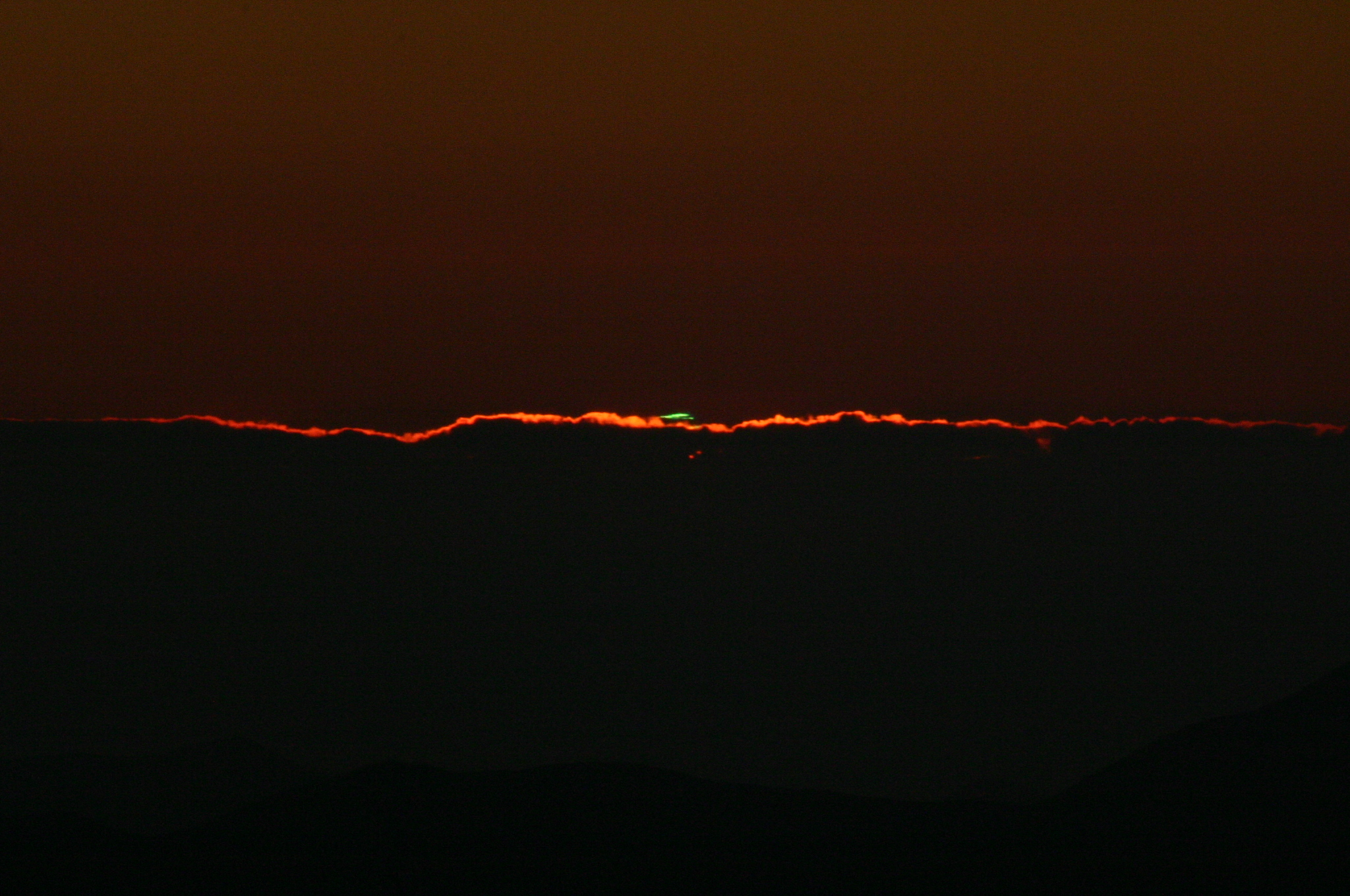
Gröna blixten.

Gröna blixten är ett sällsynt optiskt fenomen då, under solnedgång eller soluppgång, en del av solen för ett kort ögonblick skiftar färg från den vanliga röda eller orange till den mer ovanliga gröna. Gröna blixtar kan observeras från alla altituder (alltså även från flygplan) på grund av att de är beroende av astronomiska hägringar. De förekommer också på alla longituder och latituder, även om de är vanligare i vissa regioner där förhållandena är mer gynnsamma. Oftast ses de över ”ostörda” horisonter (som till exempel stora vattenmassor) men det är även möjligt att se dem över bland annat bergstoppar och moln. Det finns flera varianter av gröna blixtar, men de har mycket gemensamt.

## Förklaring
Gröna blixtar är effekter av stora variationer i den astronomiska refraktionen vid horisonten. Atmosfären är uppdelad i flera skikt vars luft varierar i temperatur, densitet, tryck och kemisk sammansättning. Olika förhållanden mellan dessa skikt leder till olika typer av solnedgångar. 
Ljus rör sig långsammare i lågt belägen luft med hög densitet än i högt belägen, tunnare luft, vilket innebär att solstrålarna böjs något längs jordytan när de passerar igenom vår atmosfär. Ljus med en högre frekvens (grönt/blått ljus) böjs mer än ljus som har en lägre frekvens; detta möjliggör att grönt/blått ljus kan synas även efter att rött/orange ljus har blockerats av horisonten.
Det är vanligare med grönblixtar i klar luft, då solnedgångens ljus når betraktaren utan att spridas på vägen. En blå blixt kan följa den gröna men det är betydligt mer ovanligt då det blå ljuset oftast sprids ut innan det når betraktaren. 
Med hjälp av förstoring går det ofta att se en väldigt smal strimma grönt längs solens övre kant vid alla solnedgångar i klar luft. Men för att det ska bli en tydlig blixt eller pelare krävs en kraftig skiktad atmosfär samt de astronomiska hägringarna som förstorar det gröna ljuset under en kort period. 

## Typer av gröna blixtar
Det finns många olika varianter av gröna blixten. De varierar i form, storlek, varaktighet och färg. De vanligaste rapporterna om grönblixtar gäller de ringa och imiterade hägringsblixtarna – de övriga variationerna står enbart för cirka 1 %.

### Ringa hägringsblixt
För att denna gröna blixt ska bildas krävs det att jordytan är varmare än luften ovanför. Några karaktäristiska drag hos den är den ovala formen med platt undersida och att den endast varar i 1–2 sekunder. Samma förutsättningar gäller för omega-soluppgångar, men de är väldigt lätta att missa då det går fort och det är svårt att få syn på dem om man inte vet var och när man ska leta.

### Imiterad hägringsblixt
En imiterad hägringsblixt kan observeras om man befinner sig ovanför en termisk inversion, och ser solnedgången genom ett atmosfäriskt lager (vilket är möjligt tack vare jordytans krökning). Lagret man ser genom måste vara kallare än det skikt man befinner sig i och de som befinner sig längre ut.
Man känner igen en imiterad hägringsblixt på indragningen som verkar nypa av solens topp för att forma en tunn spetsig grön strimma ovanför. Likt den ringa hägringsblixten är den imiterade hägringsblixten en grön “kant” som går att se då olika bilder skapade av olika atmosfäriska skikt möts under rätt omständigheter. Man kan använda sig av Wegeners princip om en atmosfär i två delar för att hjälpa till med förklaringen. Den ena delen befinner sig ovanför observatören och skapar den gröna kanten, medan den andra delen, som befinner sig under observatören, förstorar och förstärker effekten vid en fixerad altitud med hjälp av en hägring. När solen kommer in i förstoringsområdet kan observatören se en grön blixt. 

## Gröna blixten i populärkultur
Den tidige science fiction-författaren Jules Verne skrev en bok med titeln Gröna strålen (franska Le rayon vert), vars hjälte jagar detta flyktiga fenomen.
Eric Rohmer, fransk filmregissör, gjorde en film med titeln Den gröna strålen i vilken man får se en grön stråle i sista scenen.
Den gröna blixten spelar också en stor roll i Walt Disney Pictures film Pirates Of The Caribbean: At World’s End, då en grön pelare sedd vid soluppgång och -nedgång ses som en signal för dem som reser till och från "Davy Jones' Locker".